# Tenente Coimbra
Matheus Coimbra Martins de Aguiar (Santos, 8 de janeiro de 1991), mais conhecido como Tenente Coimbra, é 1º Tenente do Exército da reserva não remunerada, e um político brasileiro, filiado ao Partido Liberal (PL).
Atualmente é deputado estadual pelo estado de São Paulo, reeleito em 2022 com 209.705 votos.

## Biografia
Formado em Administração de Empresas e pós-graduado em Política e Estratégia na Associação do Diplomados pela Escola Superior de Guerra (ADESG).

## Desempenho eleitoral
| Ano  | Eleição               | Partido | Candidato a       | Votos           | Resultado |
| ---- | --------------------- | ------- | ----------------- | --------------- | --------- |
| 2018 | Estadual em São Paulo | PSL     | Deputado estadual | 24.109 (0,12%)  | Eleito    |
| 2022 | Estadual em São Paulo | PL      | Deputado Estadual | 209.705 (0,90%) | Eleito    |

Em 9 anos de Exército Brasileiro, Coimbra possui atuações no Comando de Aviação do Exército, onde comandou o SAR (Search and Rescue) e na 12ª e 11ª Brigadas de Infantaria Leve. Além de passagens pelos batalhões de Caçapava, Taubaté e São Vicente.
- Presidente da Frente Parlamentar pela Implementação das Escolas Cívicos-Militares no Estado de São Paulo;
- Presidente da Frente Parlamentar pelos Tiros de Guerra no Estado de São Paulo;
- Presidente da Frente Parlamentar pelos Games e eSports;
- Presidente da Frente Parlamentar Unificada de Apoio à Baixada Santista, Vale do Ribeira e Litoral Norte;

Autor da Lei pela Implementação das Escolas Cívicos-Militares no Estado de São Paulo
Autor da Lei do Desembarque Preferencial de ônibus intermunicipais para mulheres, idosos, e deficientes físicos das 22h às 5h
Autor da Lei que Institui o Dia dos Atiradores do Tiro de Guerra
Autor da Lei que Institui o Dia do Comerciante Amigo da Segurança Pública
Membro do Conselho Consultivo do INEP, de 2022 a 2026

## Prêmios recebidos
- 2011 - Medalha da Vitória - FEB
- 2012 - Medalha Jubileu de Ouro
- 2019 - Medalha Tiradentes
- 2019 - Medalha de Mérito Cabo Adalberto Ilha de Macedo “Heróis da Guerra dos Seis Dias
- 2019 - Colar Evocativo do Jubileu de Brilhante da Revolução Constitucionalista de 32
- 2019 - Medalha Governador Pedro de Toledo. Sociedade Veteranos de 32 M.M.D.C.
- 2019 - Medalha Tiradentes da Associação Brasileira das Forças Internacionais de Paz do Brasil na ONU